# Coppa Svizzera (calcio femminile)
La Coppa Svizzera è la coppa nazionale calcistica svizzera di calcio femminile, che si tiene sotto l'egida dell'Associazione Svizzera di Football che provvede a organizzarla con cadenza annuale.
La competizione è riservata alle società iscritte ai tre primi livelli del campionato svizzero femminile di calcio, ovvero Lega Nazionale A, Lega Nazionale B e Prima Lega (calcio femminile).

## Formula
la prima fese del torneo inizia il mese di agosto con un primo turno preliminare, un turno intermedio e un secondo turno preliminare nella quale si affrontano le squadre di Prima Lega. Nel mese di settembre le vincitrici della prima fase affrontano un terzo turno preliminare scontrandosi con squadre della Lega Nazionale B.
Nel mese di ottobre, le vincitrici affrontano il primo turno principale, dove entrano nella competizione le squadre di Lega Nazionale A.
Le vincitrici poi si affrontano via via ad eliminazione diretta agli ottavi, quarti, semifinali e finale.

## Albo d'oro
| Edizione  | Vincitore        | Finalista         | Risultato            | Luogo             |
| --------- | ---------------- | ----------------- | -------------------- | ----------------- |
| 1976      | Sion             | Aarau             | 5-1                  | Willisau          |
| 1977      | Sion             | Seebach           | 7-2                  | Näfels            |
| 1978      | Berna            | Seebach           | 4-3 (dts)            | Herzogenbuchsee   |
| 1979      | FC Spreitenbach  | Zurigo            | 1-0                  | Stans             |
| 1980      | Berna            | Therwil           | 4-0                  | Bad Ragaz         |
| 1981      | Seebach          | Blue Stars Zurigo | 4-1                  | Winterthur        |
| 1982      | Berna            | Seebach           | 0-0 (dts), 3-1 (dtr) | Zugo              |
| 1983      | Berna            | Blue Stars Zurigo | 1-0                  | Volketswil        |
| 1984      | Berna            | Rudolfstetten     | 3-0                  | Stäfa             |
| 1985      | Berna            | Seebach           | 5-4 (dts)            | Sursee            |
| 1986      | Seebach          | Berna             | 3-0                  | Seebach           |
| 1987      | Seebach          | Berna             | 2-2 (dts), 4-2 (dtr) | Derendingen       |
| 1988      | Seebach          | Rapid Lugano      | 4-0                  | Alterswil         |
| 1989      | Seebach          | Rapid Lugano      | 2-0                  | Baden             |
| 1990      | Seebach          | Berna             | 3-3 (dts), 4-3 (dtr) | Gossau            |
| 1991      | Berna            | Seebach           | 6-2                  | Locarno           |
| 1992      | Schwerzenbach    | Berna             | 1-0 (dts)            | Baden             |
| 1993      | Seebach          | Blue Stars Zurigo | 3-2                  | Zurigo            |
| 1994      | Berna            | Seebach           | 1-0                  | Berna             |
| 1995      | Berna            | Seebach           | 4-2                  | Berna             |
| 1996      | Berna            | Rapid Lugano      | 5-1                  | Muri bei Bern     |
| 1997      | Berna            | Blue Stars Zurigo | 6-0                  | Thun              |
| 1998      | Berna            | Seebach           | 1-0                  | La Chaux-de-Fonds |
| 1999      | Berna            | Schwerzenbach     | 3-3 (dts), 4-2 (dtr) | Effretikon        |
| 2000      | Berna            | Schwerzenbach     | 2-0                  | Rapperswil        |
| 2001      | Berna            | Sursee            | 4-0                  | Basilea           |
| 2002      | Sursee           | Berna             | 2-1                  | Basilea           |
| 2003      | Schwerzenbach    | Berna             | 1-1 (dts), 4-1 (dtr) | Basilea           |
| 2004      | Sursee           | Malters           | 2-0                  | Basilea           |
| 2005      | LUwin.ch         | Seebach           | 3-1                  | Basilea           |
| 2006      | LUwin.ch         | Zurigo Seebach    | 5-0                  | Berna             |
| 2007      | Zurigo Seebach   | Zuchwil 05        | 2-1                  | Berna             |
| 2008      | Schwerzenbach    | Berna             | 4-2                  | Berna             |
| 2008-2009 | Rot-Schwarz Thun | Schlieren         | 8-0                  | Berna             |
| 2009-2010 | Yverdon          | Young Boys        | 3-2 (dts)            | Berna             |
| 2010-2011 | Yverdon          | Young Boys        | 2-0                  | Winterthur        |
| 2011-2012 | Zurigo           | Kriens            | 2-1 (dts)            | Aarau             |
| 2012-2013 | Zurigo           | Basilea           | 5-0                  | Friburgo          |
| 2013-2014 | Basilea          | Kriens            | 2-1                  |                   |
| 2014-2015 | Zurigo           | Basilea           | 5-0                  | Jona              |
| 2015-2016 | Zurigo           | Neunkirch         | 2-0                  | Bienne            |
| 2016-2017 | Neunkirch        | Zurigo            | 1-1 (dts), 7-6 (dtr) | Bienne            |
| 2017-2018 | Zurigo           | Lugano 1976       | 1-0 (dts)            | Bienne            |
| 2018-2019 | Zurigo           | Young Boys        | 5-0                  | Bienne            |
| 2019-2020 | Non assegnata    | Non assegnata     | Non assegnata        | Non assegnata     |
| 2020-2021 | Lucerna          | Zurigo            | 2-0                  | Zurigo            |
| 2021-2022 | Zurigo           | Grasshopper       | 4-1                  | Zurigo            |
| 2022-2023 | Servette Chênois | San Gallo         | 1-0                  | Zurigo            |
| 2023-2024 | Servette Chênois | Young Boys        | 3-2                  | Zurigo            |
| 2024-2025 | Zurigo           | Basilea           | 1-0                  | Zurigo            |

## Statistiche

### Classifica delle edizioni vinte
- 16  Zurigo (anche come FC Zürich Frauen,  Zurigo Seebach e  Seebach)
- 15  Berna (anche come DFC Bern)
- 5  Lucerna (anche come  LUwin.ch e  Sursee)
- 3  Schwerzenbach
- 2  Servette Chênois
- 2  Sion
- 2  Yverdon
- 1  Basilea
- 1  Neunkirch
- 1 FC Spreitenbach
- 1  Rot-Schwarz Thun